# Боул-аут
Боул-аут (англ. bowl-out), также известный под названием боул-офф (англ. bowl-off) — процедура в крикете, аналогичная послематчевым пенальти в футболе или гандболе, хоккейной серии буллитов и другим подобным процедурам, которая проводится в матчах по крикету с ограниченными оверами для определения победителя в случае ничьи по итогам матча. В ходе болл-аута пять боулеров должны бросить один или два мяча по незащищённой калитке с тремя столбцами. Если команда разрушила одинаковое количество калиток после выступления пяти боулеров, процедура продолжается до первой ошибки (правило мгновенной смерти).

## История

### Первый матч с боул-аутом
Впервые боул-аут был применён в июне 1991 года на матче турнира NatWest Trophy между командами Дербишира и Хартфордшира на арене Бишопс Стотфорд. Первыми бросать вышли боулеры Дербишира: Стив Голдсмит из двух попыток реализовал одну, а остальные игроки — Оле Мортенсен, Алан Уорнер, Фрэнк Гриффитс и Саймон Бэйс — промахнулись. У Хартфордшира первый боулер Энди Нидэм попал первым мячом, но промахнулся вторым. Джон Карр не реализовал свою попытку, а вот Билл Мерри своей второй попыткой поразил калитку и принёс победу команде.

### Международный крикет
Международный совет крикета ввёл правило применения боул-аутов в полуфиналах и финалах Трофея чемпионов ICC 2006 года и чемпионата мира 2007 года, но оно ни разу не было использовано. На ежегодной конференции ICC 2008 года это правило решили заменить одно-оверным поединком под названием «Супер овер» на Трофее чемпионов ICC 2009 года и Чемпионате мира Twenty20 2009 года.

## Twenty20

### Международные матчи
До введения правила «Супер овера» в Twenty20 боул-аут использовался для определения победителя, если выявлялась ничья по очкам (либо по одинаковому счёту после 20 оверов, либо вторая команда по методу Дакворта — Льюиса забила гол перед прерыванием матча). Первый подобный розыгрыш в Twenty20 состоялся 16 февраля 2006 года, когда сборная Новой Зеландии победила команду Вест-Индии 3:0 в Окленде. 14 сентября 2007 года по тем же правилам боул-аута Индия победила сборную Пакистана на чемпионате мира Twenty20 в Дурбане (ЮАР).

### Чемпионаты стран
Впервые боул-аут применялся для решения исхода матча в формате Twenty20 между командами Суррея и Уорвикшира в июле 2005 года (победил Суррей).

## Наши дни
В однодневных матчах некоторых чемпионатов боул-аут используется для определения победителя в случае ничьи по очкам или отмены игры из-за дождя. Так, в четвертьфинале MCCA Knockout Trophy в 2004 году в матче между клубами «Нортумберленд» и «Кэмбриджшир» боулаут позволил «Нортумберленду» победить 4:2. В Кубке Англии Twenty20 2009 года клуб «Сомерсет» победил команду «Ланкашир» 5:1 и вышел в полуфинал.